# Gimpo
Gimpo (hangul 김포시, hanja 金浦市) är en stad i den sydkoreanska provinsen Gyeonggi, och är en nordvästlig förort till Seoul. Invånarantalet var 492 766 i slutet av 2020, varav 354 245invånare bodde i själva centralorten. 
Kommunen gränsar i öster och norr till Hanfloden som i norr även utgör gräns mot Nordkorea. 
Trots sitt namn ligger flygplatsen Gimpo Airport inte i Gimpo, utan i Seoul.

## Administrativ indelning
Centralorten är indelad i åtta stadsdelar (dong):
Gimpobon-dong,
Gurae-dong,
Janggi-dong,
Janggibon-dong,
Masan-dong,
Pungmu-dong,
Sau-dong och
Unyang-dong.
Resten av kommunen är indelad i tre köpingar (eup) och tre soccknar:
Daegot-myeon,
Gochon-eup,
Haseong-myeon,
Tongjin-eup,
Wolgot-myeon och
Yangchon-eup.